# Óscar Martínez Diéguez
Óscar Martínez Diéguez (Valencia, 9 de marzo de 1974) es un extenista profesional español, ahora entrenador.

## Carrera
Martinez hizo su debut en el ATP Tour en el Torneo de Casablanca de 1994, donde derrotó a dos top 100, Carl-Uwe Steeb y Franco Davín. Fue subcampeón en el Internacional de Atenas, superando al segundo y tercer favorito, antes de perder la final ante Alberto Berasategui. El español también alcanzó los cuartos de final de Torneo de Praga ese año.
En 1995, Martinez llegó a los cuartos de final en el Abierto Mexicano Telcel. Ganó al número 13 del mundo Alberto Berasategui Mercedes Cup de Stuttgart. En el Torneo de Roland Garros de 1995 fue derrotado en primera ronda por Daniel Vacek y en el Wilnbledon perdió nuevamente en primera ronda contra Stefan Edberg.

## Torneos de Grand Slam

### Finalista en Individuales (1)
| Año  | Torneo                  | Oponente en la final | Resultado          |
| 1994 | Internacional de Atenas | Alberto Berasategui  | 6–4, 6–7(4–7), 3–6 |

## Títulos (3)

### Individuales (3)
| Leyenda                |
| Grand Slam (0)         |
| Tennis Masters Cup (0) |
| ATP Masters Series (0) |
| ATP Tour (3)           |

| N.º | Fecha | Torneo            | Superficie    | Oponente en la final | Resultado     |
| --- | ----- | ----------------- | ------------- | -------------------- | ------------- |
| 1.  | 1994  | Neu-Ulm, Alemania | Tierra batida | Václav Roubíček      | 6–1, 6–1      |
| 2.  | 1995  | Agadir, Marruecos | Tierra batida | Bohdan Ulihrach      | 3–6, 6–3, 6–3 |
| 3.  | 1996  | Salinas, Ecuador  | Dura          | Luis Adrián Morejón  | 6–2, 6–7, 6–3 |